# Kleinschnittger

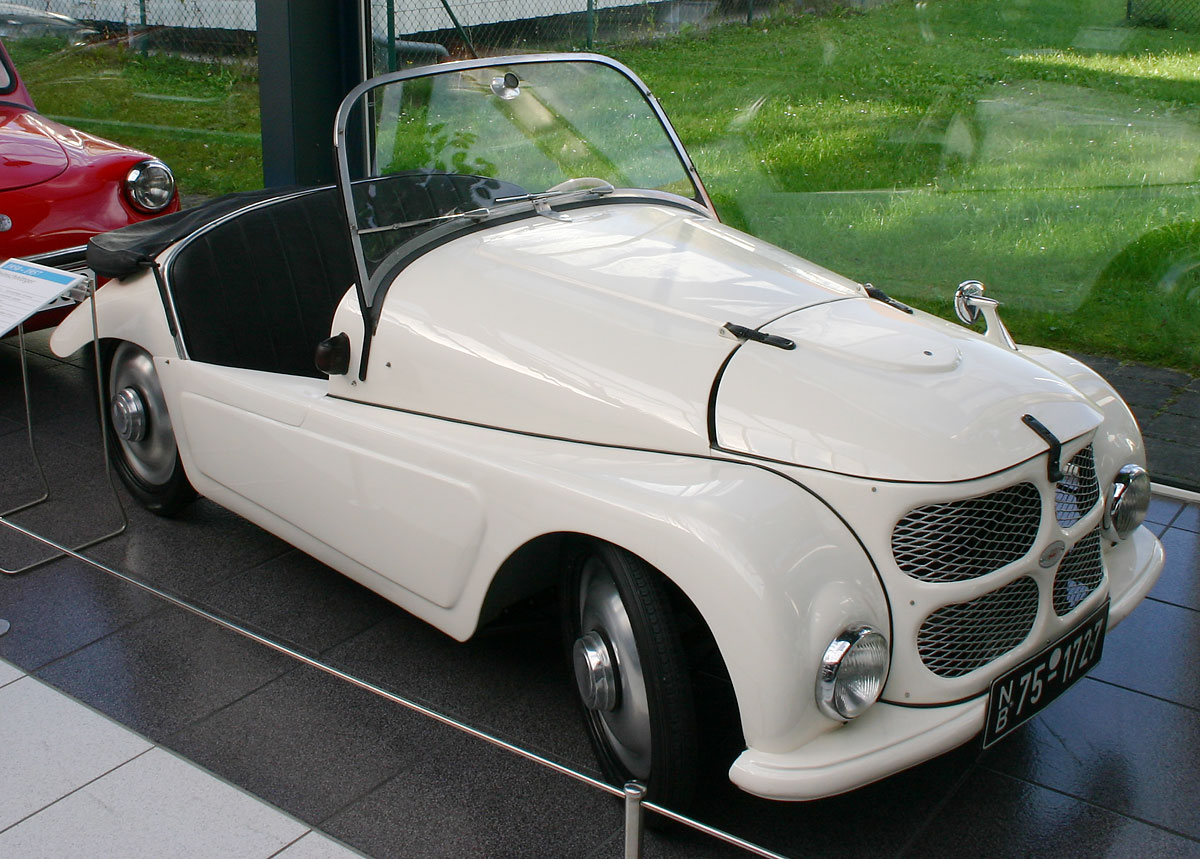
Kleinschnittger F 125

Kleinschnittger F 125 var en tysk mikrobil som tillverkades mellan 1950 och 1957.
Detta var en mycket liten tvåsitsig öppen bil, som bara vägde 150 kg. Motorn var inte heller stor, en 125 cc mc-motor med tre växlar och sex hk, från ILO.
Fartresurserna var blygsamma, en toppfart på 70 km/h angavs. Elstart fanns som tillbehör, annars skedde starten med hjälp av ett handtag, inne i bilen. Värt att nämna är också att vagnen var framhjulsdriven, men saknade differential. Detta hade konstruktören kompenserat genom att införa ett frihjulsnav på vardera framhjulet. Det gällde bara att hålla framdäcken jämnt slitna. 
Sammanlagt tillverkades 2 980 exemplar. I Sverige finns ett par stycken.